# Han Meijer (manager)
Johan G. (Han) Meijer (Wormerveer, 7 februari 1946) is een Nederlands artiestenmanager, songschrijver en muziekproducent.

## Loopbaan
Op 21-jarige leeftijd begon Meijer met zijn werkzaamheden in de muziekindustrie. Hij begon concerten te organiseren in de Zaanstreek. Later organiseerde hij onder andere tournees van de Engelse artiesten The Fortunes en Raymond Froggatt in de Benelux. Om de werkvergunningen rond te krijgen, ging hij als tegenprestatie tournees organiseren van Nederlandse bands als The Whiskers en BZN in Engeland. Zo rolde hij het vak van artiestenmanager in en werd hij onder andere manager van The Whiskers, Cardinal Point en Johnny Kendall en De Maskers.
In de jaren 1970 ging hij intensief samenwerken met Hans van Hemert,  Harry van Hoof  en Piet Souer en trad hij meer op de voorgrond, allereerst als manager van het succesvolle Mouth & MacNeal. Door de vele strubbelingen tussen Willem Duyn en Sjoukje Smit, die zij in het openbaar uitvochten, moest Meijer regelmatig de pers te woord staan. In 1974 werkte hij als songschrijver samen met Big John Russell aan de single You can always get another wife, die de tipparade bereikte. In 1974 bracht Meijer het duo Spooky and Sue bij elkaar, dat in 1974 en 1975 drie hits scoorden en waarvoor hij enkele teksten aanleverde en Jaap Eggermont de productie verzorgde. In 1976 was Meijer, samen met Van Hemert en Piet Souer, betrokken bij de oprichting van Luv'. Successen voor het damestrio bleven echter lange tijd uit. In februari 1978 was hij woordvoerder van een artiestenactie tegen de VARA, omdat de omroep te weinig aandacht zou besteden aan Nederlandse artiesten. Het waren uiteindelijk de dames van Luv' die een breuk forceerden tussen Meijer en het duo Van Hemert en Souer, toen zij zich niet langer wilden laten vertegenwoordigen door Meijer. Halverwege 1978 besloot Luv' over te stappen naar een andere manager, wat leidde tot een rechtszaak, waarin Meijer de naam Luv' opeiste. Hij werd door de rechtbank in het ongelijk gesteld, maar kreeg wel een onkostenvergoeding toegewezen.
Na zijn breuk met Luv' ging Meijer intensiever samenwerken met Eggermont. In de zomer van 1978 waren zij betrokken bij de popact The Surfers, die een grote hit onder de titel Windsurfin' scoorde. Daarnaast richtte hij de band Snoopy op met zangeressen Ethel Mezas en Florence Woerdings. In 1980 presenteerde hij Gary Fane, die dat jaar de 10e plaats bereikte van de Nederlandse Top 40 met het nummer Aquarius.  Hierna ging Meijer meer op de achtergrond werken. Hij was manager en/of songschrijver voor onder andere Barry Hughes,  George Baker, Barbarella,  Imca Marina, Ronnie Tober, Centerfold, Las Chicas del Can, Wilfrido Vargas en Corry Konings. In de jaren 1980 kende Meijer veel financiële tegenslag en verhuisde hij naar België, waar hij een eigen studio startte. In 1989 richtte hij de groep Barbarella op, waarvoor hij ook, onder het alias Hannibal, de productie verzorgde. Meijer lanceerde de groep via het erotische Veronicaprogramma De PinUp Club.  Het nummer We cheer you up (in the Pin Up Club) bereikte de 4e plaats in de Nederlandse Top 40, maar de vervolgsingle Sucker for your love bleef steken in de tipparade. Wel was de groep bijzonder succesvol in België en Finland
In de jaren 1990 probeerde hij vanuit België voet aan de grond te krijgen als producer van Eurohouse en verrichtte hij onder andere productiewerk voor Belgische popgroepen Elle en Illusion, die enkele singles in de Ultratop 50 wist te krijgen. Toen grote successen uitbleven, keerde hij eind jaren 1990 terug naar de Zaanstreek en startte hij een carrière als fotojournalist en eindredacteur voor onder andere De Telegraaf.